# Telestula versluysi
Telestula versluysi is een zachte koraalsoort uit de familie Clavulariidae. De koraalsoort komt uit het geslacht Telestula. Telestula versluysi werd in 1931 voor het eerst wetenschappelijk beschreven door Thomson & Dean. 